# 軽川
軽川（がるがわ）は、北海道札幌市手稲区を流れる新川水系中の川支流の二級河川である。

## 流路
北海道札幌市手稲区南西の手稲山頂からみて北北東に位置する札幌テイネゴルフ倶楽部から流れ出て、東北東に向かう。山を出たところで札樽自動車道の下をくぐり市街地を流れる。国道5号と交わるところで暗渠に入り、石狩手稲通の下を通って、函館本線の北東で地上に姿を現す。そこからは直線で東北東に流れ、中の川に合流する。
函館本線から合流点までの下流部両岸には、桜の木が植えられており、これを軽川桜づつみという。

## 歴史
かつてアイヌ民族は、この川を「トゥシリ・パ・オマ・ナイ」(墓地の上手にある川)と呼んでいた。川の周辺に古墳があったらしい。後に入植した和人は夏になると干上がる川の姿から「涸川（かるかわ）」と呼び、それが訛った「がるがわ」が現在の川の名になった。
明治のはじめ、軽川の周辺域は「軽川」地区と区分けされた。その中心にあたる軽川のほとりの集落も軽川と呼ばれていた。今の手稲駅の旧名「軽川駅」もこれに由来している。後にこの区域は手稲町となり、集落名の軽川は1942年に手稲本町と改められた。
大正時代のころまで軽川の下流域を流れる追分川は、現在よりも西を流れ今の旧軽川の流路を流れていた。軽川はそこに合流する追分川の支流であった。直線状になっている現在の軽川下流部は、それ以降に改修されたものである。
軽川桜づつみは、20世紀後半に住民による「軽川と桜並木を育てる会」が中心になって植えたものである。

## 支流
- 旧軽川（きゅうがるがわ、分流） - 北海道札幌市手稲区を流れる川で、中の川の支流である。軽川の旧河道でその分流にあたる。二級河川新川水系に属する。長さは1.3km。

## 橋梁
- （橋） - ゴルフ場内のいくつかの橋。
- 手稲橋 - 手稲山麓通
- （橋）
- （橋）
- （橋）
- 札樽自動車道
- （橋）
- （橋）
- 緑丘橋
- 暗渠 - 国道5号（北5条手稲通）、北海道道44号石狩手稲線（石狩手稲通）
- 前田大橋
- 前田橋 - 稲積西通
- 下手稲橋 - 北海道道452号下手稲札幌線（下手稲通）
- 稲山橋
- 砂山橋